# Casarejos
Casarejos település Spanyolországban, Soria tartományban. Casarejos San Leonardo de Yagüe, Canicosa de la Sierra, Navaleno, Vadillo, Herrera de Soria, Nafría de Ucero és Santa María de las Hoyas községekkel határos. Lakosainak száma 146 fő (2024).

## Népesség
A település népessége az elmúlt években az alábbi módon változott:
| Lakosok száma | 253  | 256  | 235  | 219  | 203  | 193  | 171  | 169  | 154  | 146  |
|               | 2001 | 2004 | 2007 | 2009 | 2012 | 2014 | 2017 | 2019 | 2022 | 2024 |